# María Esther Aguirre Lora
Georgina María Esther Aguirre Lora es un profesora e investigadora en el Instituto de Investigaciones Sobre la Universidad y la Educación de la Universidad Nacional Autónoma de México. Su campo de acción profesional está orientado a la perspectiva histórica educativa, es especialista en Comenio y diversas instituciones han reconocido su trabajo como el gobierno de la República Checa y el Museo Pedagógico de Praga en 1994.

## Trayectoria
Es doctora en Pedagogía por la Facultad de Filosofía y Letras de la UNAM. Realizó estudios de Historiografía francesa en el Instituto de Investigaciones Dr. José María Luis Mora y una estancia de dos años en la Universidad de Florencia. Ha obtenido becas para realizar estudios y estancias académicas por el Ministerio de Instrucción Pública de Buenos Aires y por el gobierno de Italia.
Pertenece al Sistema Nacional de Investigadores y es miembro del Centro de Estudios sobre la Universidad de la UNAM.
Ha participado como presidenta de la Sociedad Mexicana de Historia de la Educación y es integrante de la Academia Mexicana de Ciencias.

## Publicaciones
- El mundo en imágenes, CONACYT-Porrúa, 1993.
- El laberinto del mundo y el paraíso del corazón, SEDEHE-Biblioteca Nueva, Madrid, 2009.[3]
- Tramas y espejos: los constructores de historias en la educación[1]
- Calidoscopios comenianos II